# Habronestes longiconductor
Habronestes longiconductor là một loài nhện trong họ Zodariidae.
Loài này thuộc chi Habronestes. Habronestes longiconductor được Barbara C. Baehr miêu tả năm 2003.